# Zaz
Isabelle Geffroy, coneguda artísticament com a Zaz (Tours, 1 de maig de 1980), és una cantant francesa, que barreja els estils jazz manouche, soul i acústic. Una de les seves cançons més conegudes és «Je veux», del seu primer àlbum, Zaz, aparegut el 2010.

## Biografia

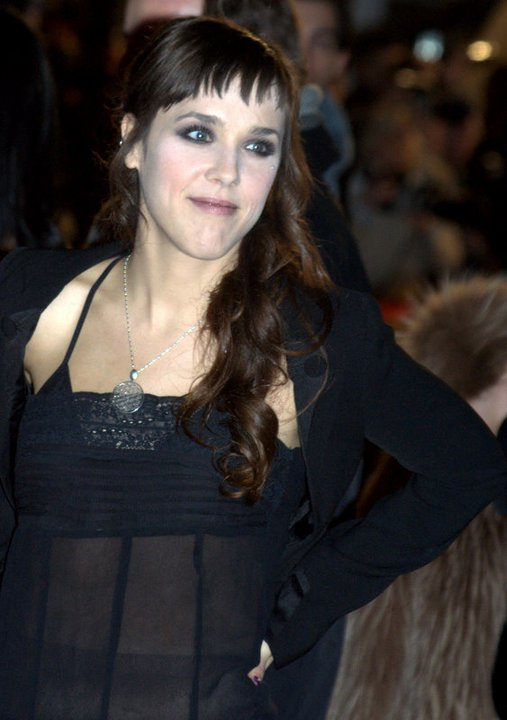
Zaz a l'escenari, el 2011.

La mare de Zaz era professora de castellà i el seu pare treballava en una empresa d'electricitat. El 1985, amb cinc anys, Isabelle entra al conservatori de Tours, juntament amb la seva germana i el seu germà. Hi estudia fins als onze anys: solfeig, violí, piano, guitarra i cant coral. El 1994 els seus pares es divorcien i la mare es trasllada amb ells a Libourne, a prop de Bordeus. Allà hi estudia cant i també kung-fu.
L'any 2000 obté una beca i estudia a l'escola de música moderna de Bordeus, el Centre d'Information et d'Activités Musicales (CIAM).
Com a influències musicals destaquen Les quatre estacions de Vivaldi, cantants de jazz com Ella Fitzgerald, la chanson francesa, Enrico Macias, Bobby McFerrin, Richard Bona, així com ritmes afroamericans, llatins i cubans.

## 2001-2007
Zaz debuta com a cantant en un grup de blues anomenat Fifty Fingers. Després, participa en diverses formacions musicals a Angulema. Finalment s'incorpora com una de les cantants del grup Izar Adatz, del País Basc (Tarnos), on actua durant dos anys. L'any 2002 s'incorpora al grup de rock blues Red Eyes i, en paral·lel, també actua amb el grup de rock llatí Don Diego.

## 2007-2012:Je veux(2010)
Zaz es presenta a un anunci publicat per Internet del productor Kerredine Soltani, que buscava una nova artista amb veu «ronca i una mica trencada». Aquest li escriu el tema «Je veux», que serà un dels seus èxits. El gener de 2009, Zaz guanya la tercera edició del concurs Le Tremplin Génération a l'Olympia de París. Després de diverses gires i actuacions, finalment, el 10 de maig de 2010, Zaz publica el primer àlbum, del mateix nom. És disc d'or a França des de juny de 2010 i el novembre del mateix any 2010, de doble platí. El gener de 2011, després de la publicació en diversos països, és disc de diamant.

## 2012-2013:Recto verso(2013)
Al maig de 2013, Zaz publica el seu segon àlbum, Recto verso, i publica el single On ira. A França se n'han venut 148.000 exemplars, per 300.000 a tot el món.

## 2014:Paris(2014)
El 10 de novembre del 2014, Zaz publica el seu tercer àlbum. Es tracta d'un recull de versions de cançons amb un tema comú: l'alegria de viure a la capital francesa. En aquest cas, la cantant s'entrega en tres duos amb convidats: la cantant canadenca Nikki Yanofsky (a J'aime Paris), Thomas Dutronc (a La romance de Paris de Charles Trenet) i Charles Aznavour (a la seva pròpia cançó, J'aime Paris au mois de mai).

## Discografia
- Zaz (2010)
- Recto verso (2013)
- Paris (2014)
- Effet miroir (2018)
- Isa (2021)
- Isa (2022: segona edició augmentada del disc del 2021)